# Anam
Anam (irl. dusza) – album muzyczny grupy Clannad z roku 1990.

## Lista utworów
1. „Rí Na Cruinne” (Ciarán Brennan, Máire Brennan, Noel Duggan, Pádraig Duggan) – 4:03
2. „Anam” (C. Brennan, Leo Brennan) – 4:03
3. „In Fortune’s Hand” (C. Brennan) – 3:55
4. „The Poison Glen” (C. Brennan, M. Brennan, N. Duggan, P. Duggan) – 3:55
5. „Wilderness” (instrumental) (C. Brennan) – 2:07
6. „Why Worry?” (C. Brennan) – 4:29
7. „Úirchill An Chreagáin” (Traditional) – 4:24
8. „Love and Affection” (C. Brennan) – 4:59
9. „You’re the One” (C. Brennan, M. Brennan) – 3:55
10. „Dobhar” (instrumental) (C. Brennan) – 2:40